# Darina
Darina je žensko osebno ime.

## Izvor imena
Ime Darina je različica imena Darinka.

## Pogostost imena
Po podatkih Statističnega urada Republike Slovenije je bilo na dan 31. decembra 2007 v Sloveniji število ženskih oseb z imenom Darina:22. Med vsemi ženskimi imeni pa je ime Darina po pogostosti uporabe uvrščeno na 1.343 mesto.

## Osebni praznik
Darina praznuje god 25. oktobra.